# Giuseppe Zorzi
Pour les articles homonymes, voir Zorzi.
Giuseppe "Beppe" Zorzi, né le 25 mars 1938 à Bologne et mort le 2 avril 2019 à l'hôpital de Cona, est un coureur cycliste italien. Professionnel de 1960 à 1965, il a remporté une étape du Critérium du Dauphiné libéré.

## Palmarès sur route
- 1959
  - 6e du championnat du monde sur route amateurs
- 1960 
  - 3e du Trofeo Fenaroli
- 1962
  - 1re étape du Critérium du Dauphiné libéré

## Résultats sur les grands tours

### Tour de France
1 participation
- 1962 : abandon (6e étape)

### Tour d'Italie
1 participation
- 1961 : abandon

## Palmarès en cyclo-cross
- 1961-1962
  - 3e du championnat d'Italie de cyclo-cross